# لوواین
لوواین (به لاتین: Lövəyin، همچنین لووین Lovain یا لوان Lovan) یک منطقه مسکونی است که در شهرستان آستارا (جمهوری آذربایجان) واقع شده‌است.